# Cantón de Campoloro-di-Moriani
El cantón de Campoloro-di-Moriani era una división administrativa francesa que estaba situada en el departamento de Alta Córcega y la región de Córcega.

## Composición
El cantón estaba formado por nueve comunas:
- Cervione
- San-Giovanni-di-Moriani
- San-Giuliano
- San-Nicolao
- Sant'Andréa-di-Cotone
- Santa-Lucia-di-Moriani
- Santa-Maria-Poggio
- Santa-Reparata-di-Moriani
- Valle-di-Campoloro

## Supresión del cantón de Campoloro-di-Moriani
En aplicación del Decreto nº 2014-255 de 26 de febrero de 2014, el cantón de Campoloro-di-Moriani fue suprimido el 22 de marzo de 2015 y sus 9 comunas pasaron a formar parte del nuevo cantón de Castagniccia.